# Scenopinus valgus
Scenopinus valgus är en tvåvingeart som först beskrevs av Hardy 1944.  Scenopinus valgus ingår i släktet Scenopinus och familjen fönsterflugor. Inga underarter finns listade i Catalogue of Life.